# Mademoiselle Hicks
Pour les articles homonymes, voir Spitfire.
Pour plus de détails, voir Fiche technique et Distribution.
Mademoiselle Hicks (titre original : Spitfire) est un film américain réalisé par John Cromwell, sorti en 1934.

## Synopsis
Une sauvageonne vit au fond des bois au cœur des Monts Ozarks, gagne quelques sous en lavant du linge, lit et relit sans bien les comprendre des cartes portant des phrases bibliques. Elle se sent investie d'une mission divine depuis le jour où on lui attribue la résurrection d'une aïeule, ce qui ne l'empêche pas de vilipender son entourage. Mais elle fait l'erreur de kidnapper un bébé afin de le soigner; l'enfant meurt, elle manque être lapidée, protégée par les deux ingénieurs du barrage, dont l'un, lui ayant caché qu'il était marié, lui promettait une vie meilleure. L'autre s'attache réellement à elle (ce qui paraît peu vraisemblable). Atmosphère étrange, entre rusticité bavarde et superstitions.

## Fiche technique
- Titre : Mademoiselle Hicks
- Titre original : Spitfire
- Réalisation : John Cromwell
- Scénario : Jane Murfin et Lula Vollmer d'après la pièce Trigger de Lula Vollmer
- Photographie : Edward Cronjager
- Montage : William Morgan
- Musique : Bernhard Kaun (non crédité)
- Directeur musical : Max Steiner
- Direction artistique : Carroll Clark et Van Nest Polglase
- Costumes : Walter Plunkett
- Producteur : Pandro S. Berman et Merian C. Cooper (producteur exécutif)
- Société de production : RKO Pictures
- Pays d'origine : États-Unis
- Format : Noir et blanc — 35 mm — 1,37:1 — Son : Mono (RCA Victor System)
- Genre : Film dramatique
- Durée : 87 minutes
- Date de sortie : 
  - États-Unis : 8 mars 1934 (première à New York), 30 mars 1934 (sortie nationale)

## Distribution
- Katharine Hepburn : Trigger Hicks
- Robert Young : John Stafford
- Ralph Bellamy : George Fleetwood
- Martha Sleeper : Eleanor Stafford
- Louis Mason : Bill Grayson
- Sara Haden : Etta Dawson
- Virginia Howell : Granny Raines
- Sidney Toler : M. Jim Sawyer
- Will Geer : West Fry
- John Beck : Jake Hawkins
- Therese Wittler : Mme Jim Sawyer
- Ed Brady : Russ Cleaver